# 欧苏瓦地区旺德内斯
欧苏瓦地区旺德内斯（法語：Vandenesse-en-Auxois，法語發音：[vɑ̃dnɛs ɑ̃.n‿o(k)swa]），或纯音译作旺德内斯昂诺苏瓦，是法国科多尔省的一个市镇，位于该省西南部，属于博讷区。

## 地理
欧苏瓦地区旺德内斯（47°13'11"N, 4°36'56"E）面积11.25 平方千米，位于法国勃艮第-弗朗什-孔泰大區科多尔省，该省份为法国中东部省份，北起奥布省，西接涅夫勒省和约讷省，南至索恩-卢瓦尔省，东南接汝拉省，东临上索恩省，东北部与上马恩省接壤。
与欧苏瓦地区旺德内斯接壤的市镇（或旧市镇、城区）包括：科马兰、圣萨比娜、沙托讷夫、克雷昂塞、马孔日、鲁夫尔苏梅伊。

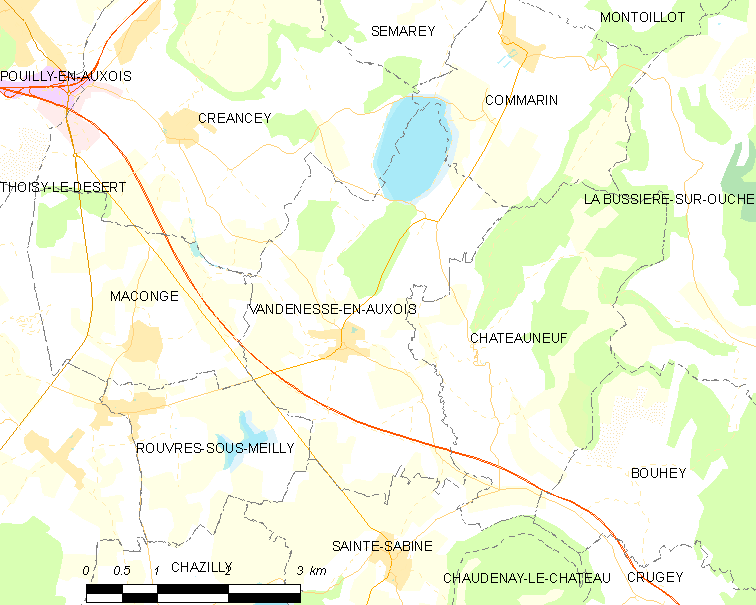
欧苏瓦地区旺德内斯的OSM定位图

欧苏瓦地区旺德内斯的时区为UTC+01:00、UTC+02:00（夏令时）。

## 行政
欧苏瓦地区旺德内斯的邮政编码为21320，INSEE市镇编码为21652。

## 政治
欧苏瓦地区旺德内斯所属的省级选区为阿尔奈勒迪克县。

## 人口

1962-2008年间欧苏瓦地区旺德内斯人口变化图示

欧苏瓦地区旺德内斯于2022年1月1日时的人口数量为294人。